# Apodeipnon
Nota : les psaumes sont cités par leur numéro traditionnel dans le rite byzantin, c'est-à-dire celui de la Septante et de la Vulgate. Pour la correspondance dans la numérotation massorétique, voir Découpage et numérotation des psaumes.
L'Apodeipnon (grec ancien : ἀπόδειπνον, apodeipnon, « après-souper » ; slavon : povecheriye) est la dernière prière du soir dans les Églises d'Orient – Églises orthodoxes et Églises catholiques de rite byzantin. On emploie en Occident le terme de complies. L'apodeipnon prend deux formes distinctes, les petites complies et les grandes complies, très différentes dans leur longueur.
Lors des complies (petite ou grande), on dit normalement une hymne à Theotokos dans le ton de la semaine (ces canons se trouvent dans l'octoechos). Le service des saints du Menaion qui, pour une raison ou l'autre, n'ont pu être célébrés au cours de la journée est chanté lors de ces dernières prières quotidiennes. Dans ce cas, le canon dédié au saint est dit avec le canon à Theotokos et est suivi des stichères au saint repris des Vêpres. Il existe des canon spéciaux composés pour les complies de certaines fêtes (en particulier lorsque s'applique le Pentecostarion).
L'office se termine toujours par des demandes réciproques de pardon. Dans certaines tradition, en particulier en Russie, des prières du soir (prières d'avant-coucher) sont dites à la fin des complies. Selon une ancienne coutume pratiquée sur le Mont Athos et dans d'autres monastères, les fidèles vénèrent les reliques et les icônes exposées dans l'église et reçoivent la bénédiction du prêtre. 

## Petites complies
Les petites complies sont servies la plupart des nuits. Lorsque les veilles de dimanches et jours de fête sont suivies de vigiles nocturnes, les complies sont dites en privé ou supprimées. Les Églises grecques ne tenant usuellement pas de vigiles nocturnes les samedis soir, les complies sont dites normalement.
Le service se compose de :
- trois psaumes (49, 68 et 141) ;
- petite doxologie ;
- Credo (symbole de Nicée) ;
- canon ;
- axion estin[1] ;
- trisagion ;
- tropaire du jour ou apolytikon ;
- Kyrie Eleison, 40 fois ;
- prière des heures ;
- prière de supplication de Paul le Simple ;
- prière à Jésus-Christ d'Antiochos le Moine ;
- pardon mutuel ;
- bénédiction finale du prêtre ;
- litanie puis vénération des reliques et icônes.

## Grandes complies
Les grandes complies constituent un office pénitentiel servi dans les moments suivants :
- au soir du mardi et du mercredi de la semaine des laitages (semaine précédant le Grand Carême) ;
- du lundi au vendredi du Grand Carême[2] ;
- vendredis soir du Grand Carême[3] ;
- lundi et mardi de la Semaine sainte ;
- du lundi au vendredi lors des périodes de jeûne mineures : jeûnes de la Nativité, des apôtres et de la Dormition ;
- la veille de certaines fêtes, partie des vigiles nocturnes : Nativité, Théophanie, Annonciation[4].

À la différence des petites complies, certaines parties de l'office des grandes complies sont chantées par le chœur et, lors du Grand Carême, la prière d'Éphrem est dite avec prostrations. Lors de la première semaine du Grand Carême, le Grand Canon d'André de Crète est divisé en quatre parties chantées du lundi au jeudi. Comme les grandes complies sont de nature pénitentielle, il est d'usage que le prêtre reçoive à ce moment les confessions.
Les grandes complies sont divisées en trois parties commençant chacune par l'appel : Venez, adorons le Seigneur…
- Première partie :
  - psaumes 4, 6 et 11[6] ;
  - Gloria… ;
  - psaumes 23, 29, 89 ;
  - hymne Le Seigneur est avec nous… et tropaire ;
  - Credo ;
  - hymne Ô très sainte Theotokos ;
  - trisagion ;
  - tropaire du jour ou apolytikon ;
  - Kyrie Eleison (40 fois) ;
  - Plus adorable que les chérubins… ;
  - prière de Basile le Grand.

- Deuxième partie :
  - psaumes 49 et 100 ;
  - prière de Manassé ;
  - trisagion ;
  - tropaire de repentance[7] ;
  - Kyrie Eleison (40 fois) ;
  - Plus adorable que les chérubins… ;
  - prière de Mardarius.

- Troisième partie :
  - psaumes 68 et 141 ;
  - petite doxologie[8] ;
  - canon ;
  - axion estin ;
  - trisagion ;
  - O Seigneur des armées, soit avec nous… ;
  - Kyrie Eleison ;
  - prière des heures ;
  - Plus adorable que les chérubins… ;
  - prière d'Éphrem ;
  - trisagion ;
  - prière de supplication de Paul le Simple ;
  - prière à Jésus-Christ d'Antiochos le Moine ;
  - pardon mutuel ;
  - au lieu de la bénédiction du prêtre : prosternation collective tandis que le prêtre lit une prière spécial d'intercession ;
  - litanie puis vénération des reliques et des icônes.